# Атрякле
Атрякле́ (тат. Әтрәкле) — деревня в Мензелинском районе Татарстана. Административный центр Атряклинского сельского поселения.

## География

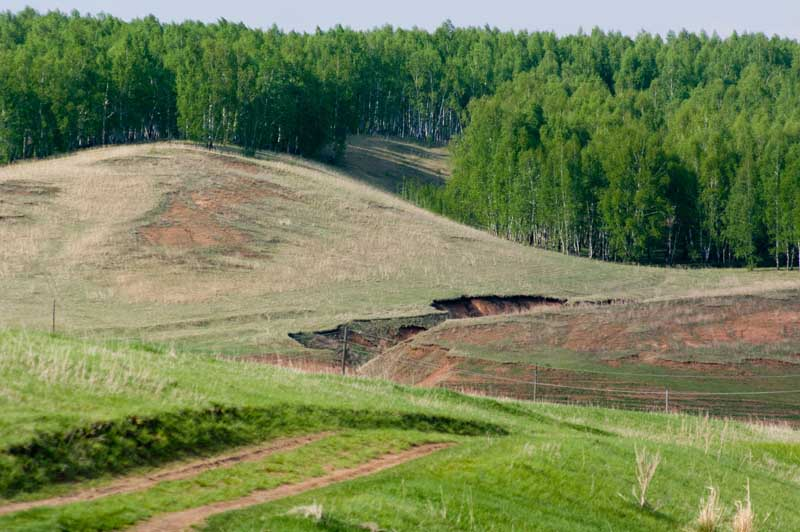
Природа Атрякле

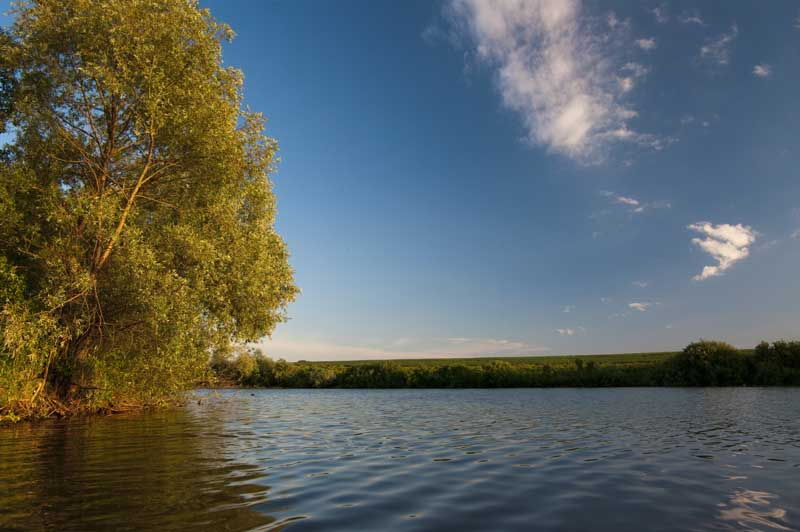
Озера в Атрякле

Деревня расположена в Восточном Закамье на ручье Атрякле (левый приток реки Мушуга), в 36 км к юго-востоку от районного центра города Мензелинска. Высота над уровнем моря — 102 м.

## История
Основана в 1703 году. 
В XVIII—XIX веках жители относились к сословиям тептярей и башкир-вотчинников. Основные занятия жителей в этот период – земледелие и скотоводство.
Во время Крестьянской войны 1773—1775 годов 32 жителя деревни воевали на стороне восставших в отряде старшины Уметкула Тевкелева.
Первые упоминания о мечети относятся к 1836 году, при ней был мектеб.
По сведениям 1870 года, в деревне действовали 2 водяные мельницы. В 1906 году — 3 водяные мельницы.
В 1880-е годы земельные угодья сельской общины составляли 6379, в 1913 году — 3714 десятин.
По сведениям переписи 1897 года, в деревне Атрякли Мензелинского уезда Уфимской губернии проживали 993 человека (467 мужчин, 526 женщин), из них 988 мусульман.
В 1920-х годах часть жителей деревни переселилась на территорию Муслюмовского района и основала деревню Новое Атрякле (ныне деревня Таш Елга).
До 1918 года деревня относилась к Поисевской волости Мензелинского уезда Уфимской губернии. В 1918–1920 годы являлась центром Атряклинской волости того же уезда. С 1920 года в составе Мензелинского кантона ТАССР. С 10 августа 1930 года — в Муслюмовском, с 10 февраля 1935 года — в Калининском, с 19 февраля 1944 года —  в Матвеевском, с 19 ноября 1954 года — в Калининском, с 12 октября 1959 года — в Муслюмовском, с 1 февраля 1963 года — в Мензелинском районах.
В 1929 году в деревне была организована артель, в 1930 году преобразована в колхоз. С 2003 года деревня в составе общества с ограниченной ответственностью «Победа»; с 2007 — общества с ограниченной ответственностью «Заиковский».

## Население
| 1795 | 1859 | 1870 | 1884 | 1897 | 1906 | 1913 | 1920 | 1926 | 1938 | 1949 | 1958 | 1970 | 1979 | 1989 | 2002 | 2010 | 2017 |
| ---- | ---- | ---- | ---- | ---- | ---- | ---- | ---- | ---- | ---- | ---- | ---- | ---- | ---- | ---- | ---- | ---- | ---- |
| 233  | 643  | 752  | 893  | 993  | 1051 | 1227 | 1094 | 545  | 517  | 328  | 347  | 401  | 355  | 262  | 296  | 273  | 257  |

Национальный состав
По данным переписей населения, в селе проживают татары. По переписи 2002 года их доля составляла 100%.

## Экономика
Жители деревни работают в обществе с ограниченной ответственностью «Заиковский», занимаются полеводством, мясо-молочным скотоводством.

## Инфраструктура

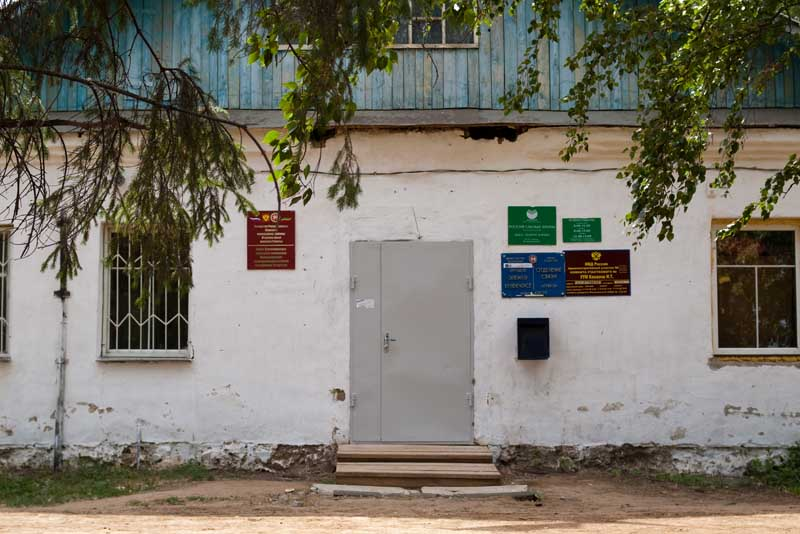
Сельсовет, почта, банк, милиция

Действуют начальная школа (с 1938 г.), детский сад, дом культуры, библиотека, фельдшерско-акушерский пункт, ветлечебница (с 1969 г.). В 2013 году открыт Парк культуры и отдыха. В селе 4 улицы.

## Религия
Мечеть «Шарибжан» (с 1996 г.).